# Костел святого Йосифа (Донецьк)
Костел святого Йосифа Ремісника — костел у місті Донецьк, на вулиці Артема, 191. 

## Історія
Серед технічного персоналу, який обслуговував започатковане у Юзівці виробництво, було багато римо-католиків, тому у 1892 році на кошти «Новоросійського товариства» тут збудували муровану церкву св. Йосифа, яку схематизми Тираспільської дієцезії називають молитовним домом. До встановлення радянської влади місцеву парафію, що нараховувала майже дві тисячі вірних, обслуговував адміністратор о. Владислав Потоцький.
Ймовірно, що колишня римсько-католицька святиня у Донецьку була знищена радянською владою. Тому у першій половині першого десятиліття ХХІ століття тут було споруджено мурований костел, який 15 жовтня 2006 року консекрував єпископ Станіслав Падевський OFM Cap. Він же освятив 17 листопада 2007 року орган храму. А 20 листопада 2011 року єпископ Мар'ян Бучек освятив скульптуру Христа Царя перед костелом.
Парафію обслуговують монахи христосівці (товариство Христове для Закордонної Полонії), працюють також черниці-урсулинки (згромадження Сестер Урсулинок Серця Ісуса Умираючого).

## Галерея

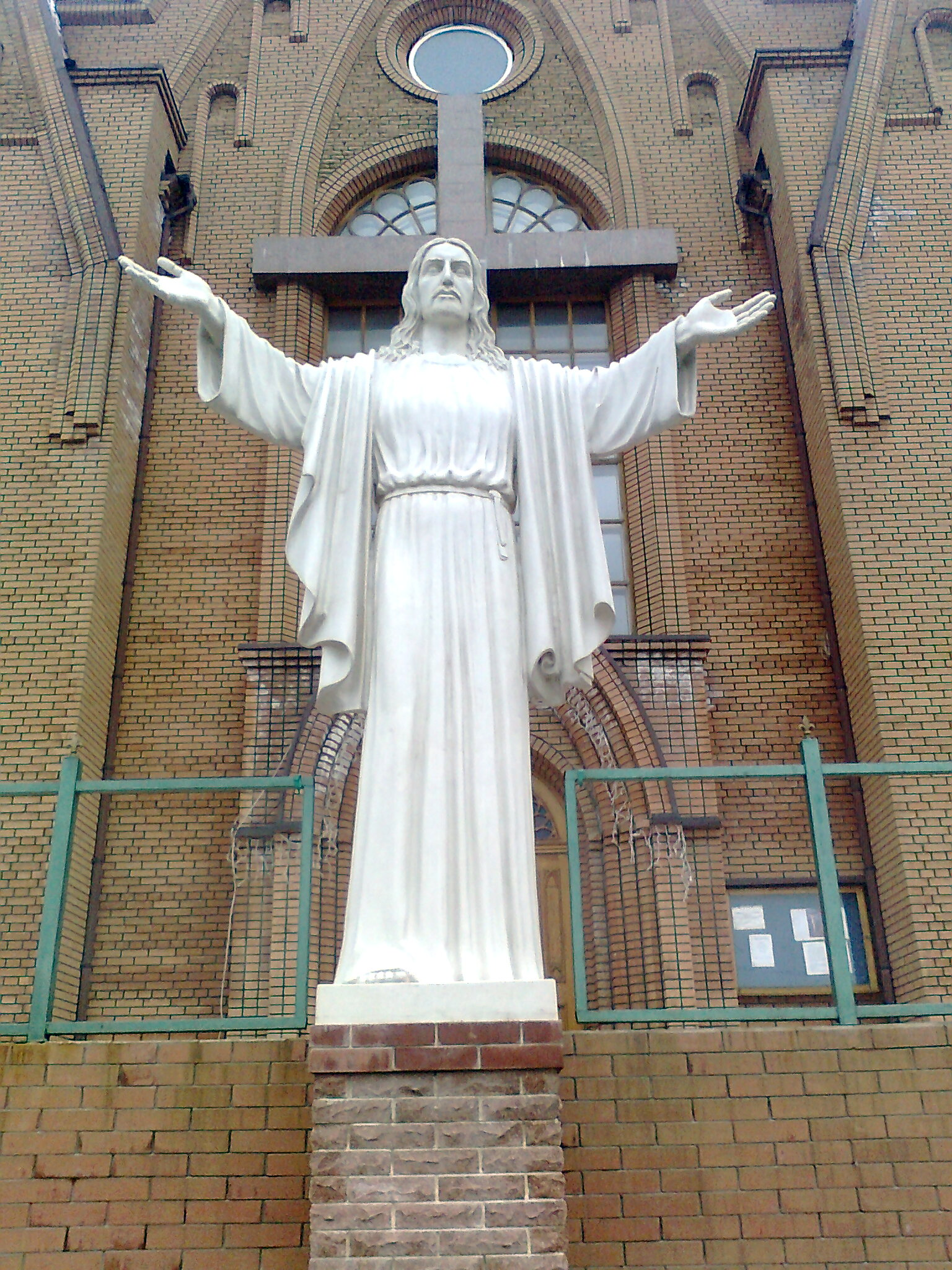
Скульптура Ісуса Христа